# Mounir Obbadi
Mounir Obbadi (ur. 4 kwietnia 1983 w Meulan-en-Yvelines) – urodzony we Francji marokański piłkarz grający na pozycji pomocnika. Od 2018 jest zawodnikiem klubu Stade Lavallois.

## Kariera piłkarska
Obbadi całą profesjonalną karierę spędził we Francji, a rozpoczął ją w barwach PSG, w którym jednak występował jedynie w zespole rezerw. Zimą 2004 roku przeniósł się do Angers SCO, gdzie spędził 3,5 roku. Przed sezonem 2007/08 pozyskał go Troyes AC. Zimą 2013 roku natomiast podpisał umowę z AS Monaco.

## Kariera reprezentacyjna
W reprezentacji Maroka zadebiutował w 2005 roku.